# 美國菲律賓群島軍政府
美國菲律賓群島軍政府（西班牙語：Gobierno militar estadounidense de las Islas Filipinas；他加祿語：Pamahalaang Militar ng Estados Unidos sa Kapuluang Pilipinas）是美國於1898年8月14日在菲律賓建立的一個軍政府。

## 概述
美軍佔領馬尼拉後的第二天，韋斯利·梅里特將軍擔任美國菲律賓群島軍政府之首任總督。韋斯利·梅里特將軍由埃爾韋爾·奧蒂斯將軍繼任，後者又由小亞瑟·麥克阿瑟將軍繼任。阿德納·查菲少將是最後一任軍事總督。軍事總督職位於1902年7月被廢除。
在美國菲律賓群島軍政府軍事統治期間（1898-1902），美國軍事指揮官在美國總統的授權下作為菲律賓美軍總司令統治位於菲律賓之美國武裝部隊。在美國菲律賓群島軍政府統治下，美國在菲律賓引入了美式學制以改變菲律賓的教育方式，最初由軍人擔任教師。在司法方面，美國菲律賓群島軍政府重建菲律賓的民事和刑事法院，包括最高法院。美國菲律賓群島軍政府並在菲律賓的城鎮和省份建立了地方政府。1899年5月7日，美軍在菲律賓布拉干省描里瓦舉行了第一次地方選舉。
在任命文官總督後，隨著菲律賓部分地區被美軍平定並牢牢置於美國控制之下，治理菲律賓的責任遂移交給文官總督。美國菲律賓群島軍政府也走入歷史。